# 下观水库
下观水库是中国河北省石家庄市平山县境内的一座水库，位于子牙河系滹沱河上，建于1970年。水库正常库容为970万立方米，集雨面积为45平方千米，海拔为202.5米。